# Cestrum gilliae
Cestrum gilliae är en potatisväxtart som beskrevs av A.K.Monro. Cestrum gilliae ingår i släktet Cestrum och familjen potatisväxter. Inga underarter finns listade i Catalogue of Life.